# 去中國化
去中國化（英語：de-sinicization），又稱去中化，是指曾經受中國在政治上與文化上影響，曾經被中國化的国家或地區，出現排除中國政治影響力，與排除中華文化的主导地位，重新建立本土文化認同與国族認同的一種運動。這個名詞於1980年代晚期，在台灣出現，常用於台灣本土化運動相關的場合。

## 概論
「去中國化」這個名詞，最早起源於台灣。於1980年代晚期，台灣本土化運動興起，反對台灣本土化的人士，認為進行台灣本土化等同於去中國化，如張作錦於1998年8月《聯合報》社論〈「去中國化」的結果會如何？〉中，以去中國化作為台灣本土化運動的定義。隨著陳水扁當選中華民國總統，2002年黃榮村任教育部長，推動課綱修改，其中九五課綱的修改，遭到國民黨立委反對，認為歷史課綱的內容在推動去中國化。使課網修改被擱置，歷史科負責人張元自請離任。2004年杜正勝出任教育部長，再度推動課綱修定，中國國民黨及新黨等團體，就以「去中國化」來形容這些施政方向。而陳水扁總統推動台灣護照加註「中華民國（台灣）」等正名措施，也被認為意在去中國化。
在馬英九當選中華民國總統後，撤銷陳水扁總統時期的行政命令，同時推動臺灣高中課程綱要微調案。這些作為，國民黨等團體認為這反轉了去中國化的作法，使台灣再度與中國聯結。民進黨等團則認為這些作為目的在於去台灣化。
在蔡英文當選中華民國總統後，中華人民共和國媒體也常以「去中國化」來形容她的政策方針。

## 中國大陸

### 中華民国时期
中国近代历史，饱受西方列强侵略，徹底打破了国人对中國原生的文化自豪感，產生自卑感。中國近代的一些思想家因而認為中國古代的一些歷史遺留阻礙了中國的發展，包括孔子思想、禮教等，其中也包括漢字。由於新文化運動的影響，兴起了廢除本民族漢字，主張採用本民族語的表音文字的運動，其中劉半農、魯迅等提倡尤甚。
- 魯迅提出「漢字不滅，中國必亡」。
- 钱玄同宣布“汉字的罪恶，如难识、难写、妨碍教育的普及、知识的传播”，“改用拼音是治本的办法，减省现行汉字笔画是治标的办法……治标的办法实是目前最切要的办法”，“废孔学，不可不先废汉文；欲驱除一般人之幼稚的、野蛮的思想，尤不可不先废汉文”。
- 陈独秀说：“……惟有先废汉文，且存汉语。而改用罗马字母书之。”
- 瞿秋白说：“汉字真正是世界上最龌龊最恶劣最混蛋的中世纪的茅坑。”（瞿秋白文集二卷六九〇页）

由於滿清時代特别是晚清时期中國日趨落後，許多人失去民族自信，中國文化受到許多衝擊，這被一些人認為是去中國化。其中包括：滿清被推翻後漢服沒有得到恢復而西式服裝流行，採用歐美通行的格里高利曆等等。
當時不少學者主張全盤西化以與現代文明接軌，認爲中國文化大部分是糟粕，因此有必要將其徹底打倒。比如新青年中的共產黨員認為“除了小腳和辮子之外”，沒有什麼“是東方文明——中國文化——所特有的”，東方文明中沒有任何特有的東西“值得我們引為光榮”，中國文化中所有的東西都需要唾棄。魯迅、胡適喊出“漢字不滅，中國必亡”的口號。瞿秋白認為“漢字真正是世界上最齷齪最惡劣最混蛋的中世紀的茅坑”，並開展用拉丁化拼寫取代漢字的活動。毛澤東曾認為：「世界的大國多半瓦解了。......全世界風起雲湧，民族自決高唱入雲，在歷史上湖南一直『受中國之累』，得不到發展，湖南人應該站起來爭取獨立，脫離中國，建立『湖南共和國』。」陳獨秀認為孔子文化是“國之妖孽”，“麻痹、蠱惑中國人的精神鴉片”，並認為“國人唯一之希望，外人之分割耳”。

### 中華人民共和國成立
1960年代，中國共產黨中央委員會主席毛澤東發起的文化大革命。1966年6月1日中共黨媒《人民日报》社论《横扫一切牛鬼蛇神》，提出“破除几千年来一切剥削阶级所造成的毒害人民的旧思想、旧文化、旧风俗、旧习惯”的口号，全面否定中国的传统思想和文化，大肆宣揚破四旧，摧毁許多中国文物、古迹及藝術品，並展開了批林批孔的活動，對孔子思想進行批判。
在共產黨改革开放前，中國的儒家文化、道教文化、佛教文化遭到毀滅性打擊。其中包括孔子、岳飛、包拯的墳墓更遭到嚴重破壞。参加祭祖大典、祭祀軒轅黃帝、祭孔活動都會被認為是“封建活動”而被停止甚至破壞，炎帝陵被焚被掘墓，改革開放後，中國共產黨立場轉向中國民族主義，這些活動陆续在中国大陆得以部分恢复。

## 臺灣

### 背景
與越南及朝鮮不同的是，臺灣社會的主體民族是漢族血統，自約18世紀起，台灣西部通用語言也是屬於漢藏語系汉语族的台語與客語。至今台灣仍然堅持使用正體中文書寫。
自近400年前的17世紀初荷蘭建立臺灣首個具有國家體制的政權，爾後明鄭政權在臺灣建立，使得中華文化在臺灣開始有系統性的推展，並跟隨漢人領域的擴展而生根發展。隨著中國大陆移民的增長，中華文化在台為日漸強勢，加上臺灣原住民族使用文字時間較晚，使得其文化留傳相對不易。
不少台獨支持者認爲，「去中國化」是臺灣獨立運動，而非「脫離漢文化源頭」、「破壞文化」，也並非像韓國等鄰近國家般去漢字，而是強調台灣的國家自身認同（與中國並非同一國，而是兩個國家），以台灣多元文化為主體，漢文化或中華文則是臺灣文化的成分之一，因此不涉及改變既有的文化和精神，而且對於去中國化的激進派也多有批判。

### 去中國化的部分說法
這些想法有些較激進有些較溫和。其中，溫和措施跟去除「中華文化」幾乎無關，激進措施則可能造成社會震盪，沒有執行：
- 承認國際認同的中國是「中華人民共和國」簡稱，否定與切割「中華民國」與中國的淵源。將中華民國等同台灣，而非中國，或稱中華民國（台灣），台灣的目前國號為「中華民國」，但部分人士认为「中華民國政府」为来自中国的流亡政府。[6]
- 臺灣國立成功大學教授蔣為文主張去中国化是出自於住民自決的獨立運動，「指透過文字改革──廢漢字或者限制漢字使用程度，來達成國家的政治和文化的完全獨立」，並從語文的角度出發，主張廢除漢字、改用羅馬字書寫台灣語文（原住民族語、客家話及台語等），另將華語定位為外國語文，並將這種書寫改變形容為脫漢。[7][8]
- 重新定義中國人為受中華人民共和國統治之公民，與種族、文化上的漢族、華人加以區分。並藉由中華民國等於「臺灣」，不等於「中國」的概念，以使中華民國之公民不再自認是中國人，而僅是漢化程度極深的平埔族裔。
- 以臺灣做為主體詮釋歷史，而非國民黨乃至於清朝及之前之政權之延續為主體。[9]
- 不再僅把中華文化當成臺灣的正統文化，而是發掘舊有或發展新創的本土文化。
- 在語言的使用上，不再把中國當成自己的國家，例如全面揚棄「古今中外」一詞，改稱中醫為漢醫，改稱中文為北京話、華語或漢文。
- 處置國立故宮博物院，例如將文物歸還中國，抑或向中國以外之國家販賣[10]。
- 重新詮釋中華文化在臺灣的影響，並努力克服其中對臺灣共和國建國造成障礙的因素。
- 全面消除古漢文書面語文言文的教學，以近現代的臺灣文學作為國文教育主流。
- 反對臺語中的白話字使用漢字、羅馬字摻雜的臺語書寫法。
- 大規模的去除漢文化影響，不是只消除或改革其落後不民主的部分。
- 擴大解釋基因研究，稱臺灣人不是漢人，以建立「去中國化」的正當性。依照台大醫學院教授林媽利對臺灣人（特別是原住民、平埔族、河洛人、客家人等）的血統基因研究，台灣有85%的福佬人、客家人有原住民血統，90%以上還有中國東南沿海的越族血統。而泛綠將「擁有血統」擴大解釋成「主要血統」。[11][12]但該研究遭人類學博士，也是其學生陳叔倬，以及西拉雅文化研究者、西拉雅族人段洪坤的質疑，指出追溯祖源基因检测不單是科學研究也同樣的會影響政治政策。[13][14]

以下行為被部分人士認為是去中國化，但是否如此存在爭論：
- 重新詮釋國共兩黨的歷史，加大論述上其中批判獨裁者部分，揭示更多兩黨實行獨裁統治下人民的苦難。許多台獨人士是認為不應該繼續維持錯誤及該被淘汰的歷史觀點；而實際上國共兩黨歪曲中國歷史及中華文化，應從第三方角度看中國歷史。許多抱持中國認同的歷史學者也會抱持同樣的觀點，因此出現台獨人士與統派歷史學者會支持相同的歷史教材，共同反對中國民族主義史觀的現象（滿足歷史專業的歷史教科書，大多能說服台獨人士；而要堅持中國民族主義的歷史教科書，必須違反歷史專業，連統派歷史專業者都會反對）。
- 降低國高中國文教材中的文言文比例，加強台灣的本土文學比例[15]。而實際上，中國大陸的中學中文教材中，文言文的比例都遠低於台灣的教材[16]。
- 拒絕使用被认为是中共統治後在中國大陸使用的簡體字，堅持使用正體字。

### 民進黨主張「去中華人民共和國化」
陳水扁政府執政時期，推動將官方機構由“中華民國”改成“中華民國（台灣）”或直接以“台灣”稱之，称为台灣正名運動。不少带有“中华”、“中国”字样的政府機構也纷纷改名，如“中华文化复兴运动总会”改为“国家文化总会”，中華民國僑務委員會的英文由Overseas Chinese Affairs Council改为Overseas Compatriot Affairs Council，中央银行的英文由Central Bank of China改为Central Bank of the Republic of China (Taiwan)。国有企业中國石油改為「台灣中油」，中国造船更名为“台湾国际造船”，中華郵政也曾改為「台灣郵政」（後復更名）。民进党政府也要求带有“中华”、“中国”名称的大学改名，但被学校抵制而没有成功。
蔡英文政府執政時期，民主進步黨美西黨部主任委員楊琬柔於第17屆第1次全國黨員代表大會中臨時提案，強調中華民國護照改用Taiwan、中華航空等中華民國公營事業正名為「Taiwan Airlines」。兼任民主進步黨主席的蔡英文全都裁示，交付中央執行委員會研議。2020年立法院长游锡堃提出应该将中医和中药改为“台医”和“台药”。2021年新版护照发行，中华民国的英文“Republic of China”缩小为肉眼不可见的国徽装饰，同时将台湾的英文"TAIWAN"放大为封面最大字样。
「去中華人民共和國化」而非「去中國化」
2012年12月10日「兩岸統合會」舉辦台北會談，中華人民共和國國台辦副主任孫亞夫宣稱兩岸「一個中國」，並批評中華民國政府十多年來「去中國化」。民進黨執政時期的行政院大陸委員會主委陳明通回應：台灣民眾支持「中國認同」的比例從過去七八成到迄今大幅減少，「這是因為中華人民共和國壟斷了中國」，民進黨執政推動不是「去中國化」，而是「去中華人民共和國化」；並表示，認同是感情及理性算計，「文明價值」是台灣民眾無法認同當今中國的核心問題。

### 國民黨主張
2014年，中國國民黨榮譽主席連戰認為，在2000年後，因為中國國民黨失去政權，台灣青年受到「非中國化」的教育，因此造成台獨。
部份評論者，如王曉波等人，將去中國化與台獨運動等同於日本皇民化運動。他們認為陳水扁時代修改課綱，加重台灣歷史內容，走向日本皇民化。在馬英九政府時期，推動修改教科書及微調課綱，希望以教育力量使台灣人重新中國化，避免天然獨的產生。蔡英文政府時期，廢除微調課綱，被洪秀柱批評為文化台獨。

## 香港
香港自成為英國殖民地以來，逐漸由香港島、九龍擴張至新界。由於英國對本地華人實施習慣法，對民間習俗並不干涉。在殖民地時代初年，這種寬容統治甚至體現在法庭審案過程及行死刑手段。例如：華人宣誓要在上環文武廟斬雞頭、燒黃紙，以傳統廣東、福建人發毒誓方式代替英國人左手按聖經、右手舉起發誓之慣例。1918年，有兩個商人因錢債糾紛而在香港打官司，雙方都拿不出有力的證據，法庭調解多次不能化解，於是他們到上環文武廟，在師爺、律師的見證下「斬雞頭」。到了廟中，原告不肯先跪下發誓，被告也不肯跪下發誓，於是沒有斬雞頭。回到法庭，法官認為原告不肯先下跪發誓，說明他心虛、理虧，反判原告有罪，被告無罪。當時此案轟動了整個香港。 又：香港法庭判死刑，洋人行環首死刑、華人則行斬頭刑，二種死刑當時均公開進行。
同時，香港政府公文譯成漢文時，必以文言翻譯。到1920年代時，中國大陸開始新文化運動之際，香港於總督金文泰治下推動中文教育，則支持前清國史館總纂賴際熙建議，在香港大學設立中文學院，以傳統方式教授經史文詞。因此，香港官方用文在第二次世界大戰之前就已經與中國大陸基於官話的白話文分道。
太平洋戰爭時，香港被大日本帝國佔領。日本對香港實施軍政，除修改主要街道名稱外，又計劃興建神社。此外，為擴建啟德機場，更炸損宋王台石，以得取石材。但因資源緊拙，學校多數關閉或被軍方徵用，難以用教育政策大力宣揚日本文化，例如神道教、武士道。日本投降後，香港重光，多數更變隨之回復。
戰後東亞陷入冷戰竹幕格局底下，香港政府直至世紀末，公文大致如故。大陸文化大革命之時，香港成功鎭壓左派發動的六七暴動，所以文物、習俗免受破壞。香港經濟大舉興盛時，街道店鋪林立，大小招牌之多足以遮天，其中有無數招牌字體係基於書法字形，例如區建公所書之字，就有北魏碑體風格。所以，民間用字往往無視戰後中國大陸及臺灣政權之用字規限，正俗字體、楷書、行書、隸書等並存。不少舊式橫招牌是由右至左讀，亦有一邊右至左，另一邊左至右，混合現代和古代習慣。至於中小學，教授中文時，亦多數不教簡體，兼且不教大陸普通話拼音和臺灣注音。當中私墊（俗稱卜卜齋）雖然息微，時至五六十年代尚有幾間。
故此，加上戰後中國大陸各地無數難民多番逃亡、偷渡及移居香港，戰後至主權移交之香港往往令各國旅客留下新舊交雜，甚至是華人及四裔(歐美及大英國協成員國洋人、東南亞人、非洲人等)雜居的形象。無數科幻小說、電影，尤其是網絡朋克(cyberpunk)類都因而受到啓發，其中例如《銀翼殺手》、動畫電影版《攻殼機動隊》更特別參考原為清帝國領土、所謂「三不管」或無政府狀態而當時未拆除的九龍城寨。
1997年香港主權移交後，中國歷史科由中學必修科變成了選修科。現時香港初中的中史及世史課程綱要分別在1997年及1996年訂定，迄今已近二十年。隨著新高中學制下選修科目眾多，高中中史及世史科選修人數逐年下降，上一屆文憑試應考中史及世史的日校考生僅各約六千人，較同一批學生在中四選修時減少近三千人，退修率達三成。
此外，2010年代起，香港政府對街道招牌大小實施嚴格限制，令無數歷史多年的招牌遭到拆毀。同時至九十年代起，發光二極管(俗直稱LED燈)招牌及電腦打印因成本較制作霓虹燈牌為低，新式招牌逐漸普遍於香港而字體往往都是電腦中文字體，例如黑體、標階體、仿宋體、仿魏碑體、新細明體，所以傳統書法字體招牌愈來愈少。其中有貪圖方便，直接將大陸簡體轉換成繁體，導致有店鋪以當作。更甚者，會直接使用大陸簡體，而不用繁體。例如：大埔富亨邨頌雅苑停車場內路段之「不准泊車」告示牌，「車」字就是簡體字；香港麥當勞曾經以大陸簡體字包盒出售巨無霸。凡此種種，均破壞香港一直以來使用傳統中文的文化。陳雲根據儒道，憤斥此種行為等於引入「蠻夷」來消滅香港的傳統華夏文化。
2012年9月香港爆發反德育及國民教育科運動，反對者要求撤回有關科目，最終香港政府擱置課程指引。香港反國民教育科運動，觸發出民間「去中國化」與「去中共化」的激烈辯論。抗爭者認為，香港親共人士的輿論將香港人守衛「兩制」的努力污名化為抵制「一國」，將「去中共化」、「反大陸化」替換為「去中國化」，稱這反而刺激非理性聲音，將香港主流人心推遠。10月17日，香港民間反對國民教育科大聯盟，再度重返政府總部集會，有數千名市民參加。這場已堅持逾一年的公民運動，是繼2003年50萬人上街反對《基本法》第23條立法後，最重要的一場捍衛「兩制」運動，並在民間擴大成「抗赤化」思潮。香港前律政司司長、基本法委員會副主任梁愛詩，將有關言論套在香港法律界上，猛烈抨擊其為「去中國化」、「去中央化」，是在「搞港獨」。將民間反國教運動，由抗拒中共政權意識形態的黨化灌輸、即「去中共化」，扭曲成是「去中國化」。進而把這些捍衛香港核心價值、守護家園的普通市民，推向「去中國化」的「港獨」地步。民間反國教運動，所反對的只是中共黨國體制下的意識形態灌輸︰拒絕被洗腦、被順民化、被謊言化，而是要守護「兩制」下香港一直所擁有的言論自由、思想自由及重視誠信等普世價值觀。
2018年初香港浸會大學學生陳樂行等人帶頭反對普通話作為大學本科畢業門檻，期間發起遊行、佔領大學語文中心，遭《環球時報》批評行為本質是在「去中國化」。

## 越南
越南原有當地豐富的文化及語言，北部曾被中華王朝統治超過千年。當地的統治者及高級知識份子曾長期尊中原文化為正朔。在政治與教育方面，正式公文與書籍一度僅以漢字寫成。
越南的去中國化過程，以羅馬拼音文字取代漢字的官方地位，而發明並推行本地語言的書面語，以正式明確地脫離以中國為宗主國的屬國關係。以馬列主義為教條的越南共產黨政府（北越政權）全面廢除漢字，推動越南國語字為國家文字。越共1976年統一越南以後更是废除南越中等教育中保留的必修「汉文科」，在之后和中國共產黨政權间爆发的包括中越戰爭在内的數次边境纷争更是让越南官方进一步加速了去中國化的運動，街道上曾一度严禁漢字出现。

## 朝鲜半岛
朝鲜半岛當地的統治者、貴族及高級知識份子千年來一直尊中原文化為正宗。在政治與教育、法律方面，正式公文與書籍亦以漢字寫成。在第二次世界大戰後，南北韓分別建國，雙方都開始展開在文化上的去中國化。

### 朝鮮民主主義人民共和國
1945年，朝鲜半岛摆脱日本统治，由於日本統治時強制使用大量日本漢字，獨立后為去殖民化，迫切需要採行獨尊朝鮮自己的民族文字的背景。1945年金日成发出指示，要求朝鲜共产党（今日朝鲜劳动党的前身）党内所有出版物印刷不要夹用汉字。第二年，朝鮮就有部分的出版物不再夹用汉字。1947年，朝鲜的《劳动新闻》开始在部分版面裡使用朝鲜文印刷，而到了1949年则彻底使用朝鲜文印刷，这也意味着朝漢混用文的时代在北朝鲜正式结束。由於朝鲜特殊的政治体制，废除汉字的政策并没有受到民间与学术界的强烈反对，这项政策一直被朝鮮政府强制推行至今。
朝鮮舊有傳說中，曾以箕子為其始祖之一，與檀君並立。在北韓建國後，改以檀君為主。1959年，金日成下令拆毀箕子陵。

### 韓國
1948年10月9日，剛成立兩個月的大韓民國政府，頒布了第六號法律「韓文專用法」，以韓文為官方文字，逐漸停用漢字。1971年起在小学教育中完全废除汉字教育，韓國的去中國化過程，其內涵是全面改用韓國字，取消使用漢字，大韓航空更改為諺文表記，並建立獨特的韓國文化與民族。現在的韓國人通常只把漢字應用於專有名詞（國名、地名、人名等能用漢字併記，並用作區別）。隨著近年來中國的快速發展以及韓國對傳統文化的推廣，表音文字諺文無法像漢字能表意區分，於是開始有一部分人試圖恢復漢字教育的主張出現，惟無具體成效。目前在韓國除了小學之外，只有法律專業才深入學習漢字。南韓史學教育中，不再以箕子為其始祖，也以檀君為主。

## 日本
日本在大化革新前後，吸收了不少中原文化以及漢字，正式的書寫語也採用漢字假名混用文。
明治維新前後，脫亞入歐論與中國發展落後，社會開始辯論是否廢除漢字，全面改用假名或羅馬字的爭論。
第二次世界大戰後，日本政府在駐日盟軍總司令部（GHQ）建議推行日語羅馬字之下於1946年制定了當用漢字表，曾經以最終全面廢除漢字為目的，對漢字的使用數量作出了嚴格的限制。但是在1980年代，當用漢字表被常用漢字表所取代，廢除漢字也不再被當成目標了。除了不用漢字會造成大量同音字詞的困擾，以及大量假名難以表意，例如名字、地名等，也可能是因為漢字表已經通行數十年，語言學有了新發展，世界情勢也有所改變，全面廢除變得十分困難的緣故。
日本限制使用漢字及簡化，肇因為當時駐日盟軍總司令部（GHQ）外力之影響，並非日本人「去中國化」。

## 蒙古
蒙古人在元代曾統治中国本部，雖進行四等人政策，但多少也吸收了一些中原的汉文化，契丹古城、元代的哈拉和林和清代的庫倫曾有大量中式廟宇。外蒙古獨立後通過驅逐漢人，沒收晉商財產等措施拉開與中國的距離，並且通过清洗佛教、更改回鹘式蒙古文等在文化領域積極向蘇聯等歐洲國家靠攏。